# Экспорт военной продукции Беларуси

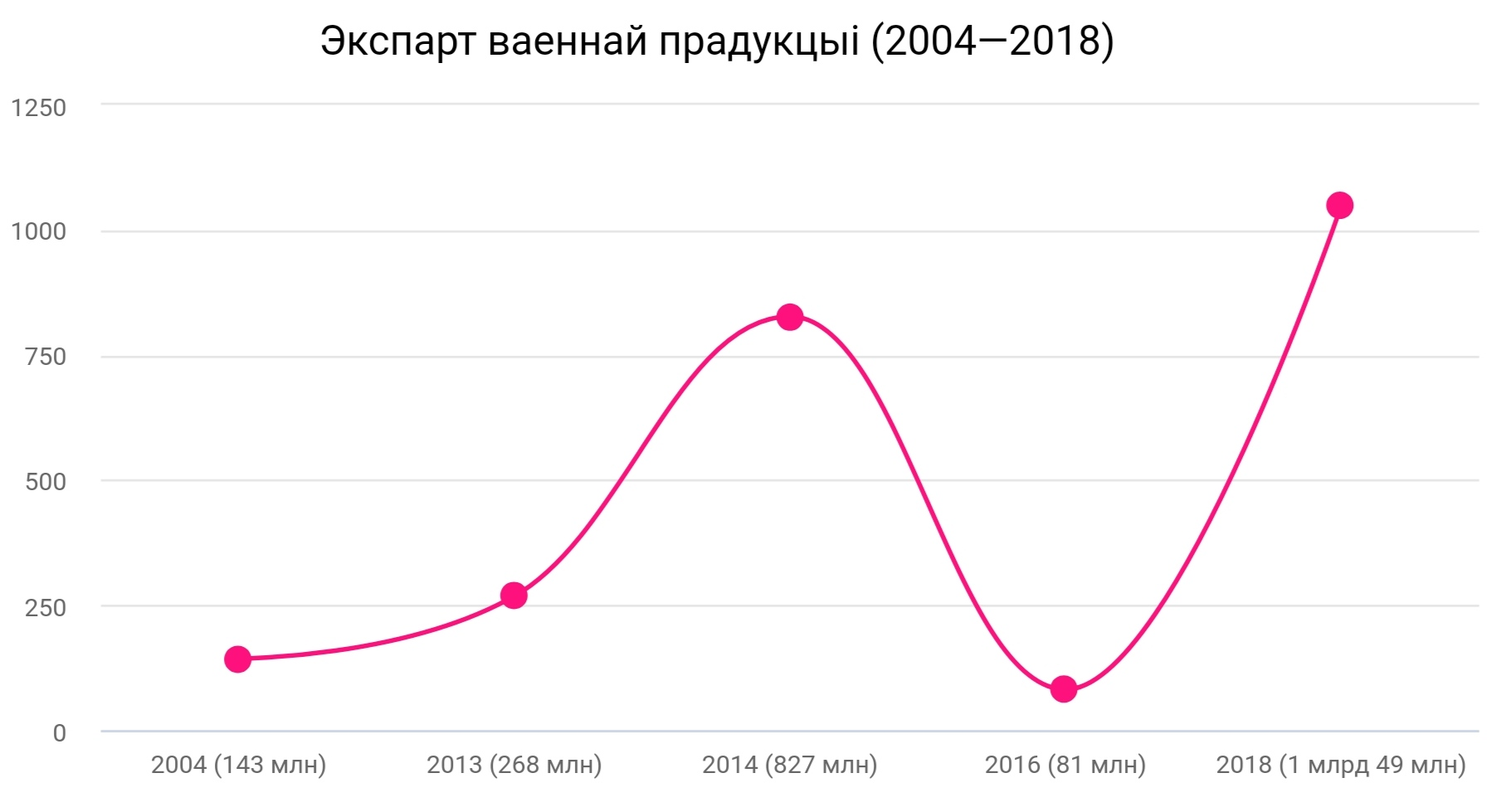
Экспорт вооружений за 2004—2018 согласно Госвоенпромкому. В графике указаны только те годы, по которым была опубликована информация

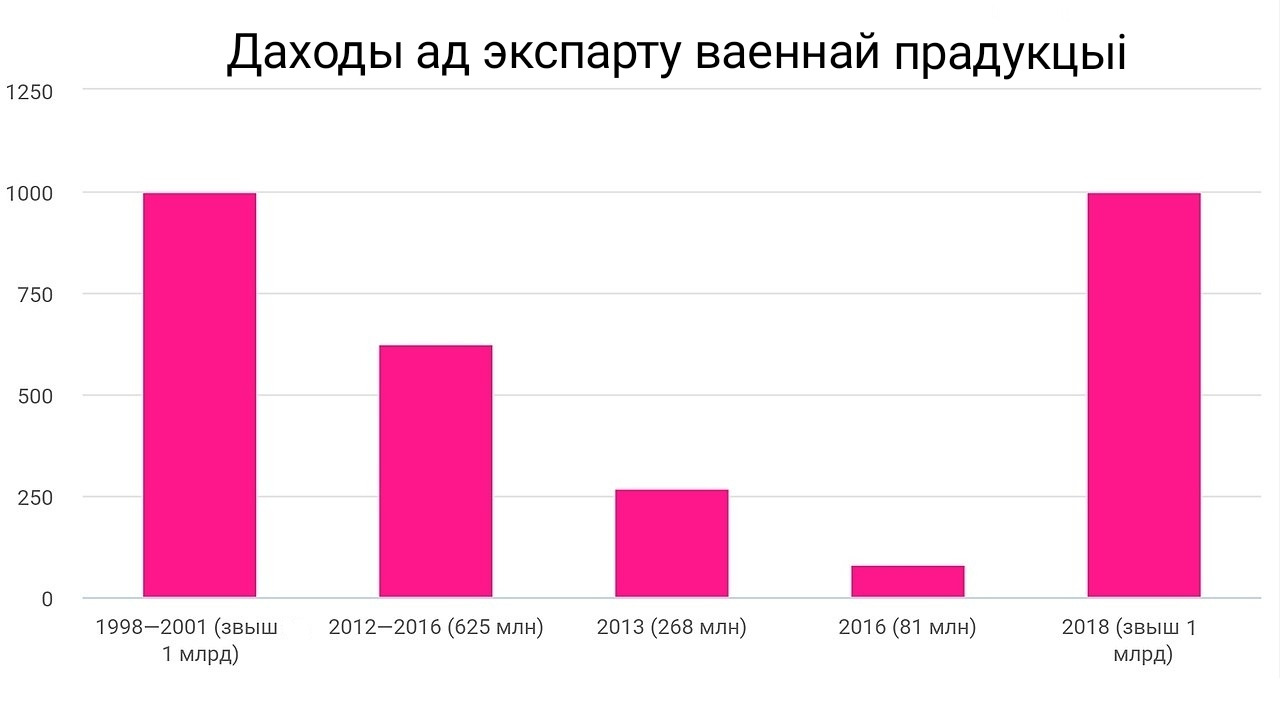
Экспорт вооружений по отдельным годам и временным отрезкам, согласно SIPRI

Экспорт военной продукции Беларуси — составная часть мероприятий военно-технического сотрудничества Республики Беларусь с другими государствами, которая подразумевает под собой продажу оружия, военной техники, обмундирования, оборудования, комплектующих и технологий двойного назначения. 
Вот уже много лет страна входит в двадцатку крупнейших мировых экспортёров вооружений, ежегодно поставки товаров военного назначения приносят ей доходы в размере от нескольких десятков миллионов до более чем миллиарда долларов США.
В правовом поле Беларуси военная продукция, в которой выделяют 21 категорию, относится к группе специфических товаров. Её продажа за рубеж регулируется законом «Об экспортном контроле» от 6 января 1998, постановлением Совета Министров № 133 от 4 февраля 2003, президентским указом № 94 от 11 марта того же года, а также положением Межведомственной комиссии по военно-техническому сотрудничеству и экспортному контролю при СБ РБ. 
Непосредственно торговлю вооружениями осуществляет Государственный военно-промышленный комитет (Госвоенпромком).

## Обзор

### История
С обретением независимости Беларуси досталось внушительное наследство от Советского Союза, а именно 240-тысячный Белорусский военный округ (БВО), запасы военной техники которого составляли 3457 танков, 3824 бронированных машин, 1562 единицы артиллерии (более 100 мм) и 79 вертолётов. 
Самостоятельно молодая республика была не в силах содержать такой контингент, поэтому в 1992 году Беларусь присоединилась к ряду соглашений (Лиссабонский протокол, Договор о нераспространении ядерного оружия, Итоговый акт переговоров о численности личного состава обычных вооружённых сил в Европе, Договор об обычных вооружённых силах в Европе), которые обязывали её сократить свои вооружённые силы и запасы вооружений. Условия договоров были реализованы в ходе политики демилитаризации 1992—1996 годов.
Необходимость избавиться от части вооружений сподвигло белорусское руководство к распродаже. Уже с начала 90-х страна начинает фигурировать в реестре ООН по торговле обычными вооружениями. Правительство сосредоточилось на локальных поставках из оставшихся запасов небольших партий военной техники в КНДР, Болгарию, Венгрию, Перу и Африку. В 2000-е годы ареал экспорта расширился за счёт продаж в такие страны как Китай, Индонезия, Венесуэла, Азербайджан и Казахстан.
Первые десять—пятнадцать лет республика экспортировала преимущественно излишки советского арсенала, но постепенно перешла к поставкам модернизированных и целиком собственных разработок. Этому поспособствовал тот факт, что кризис 1990-х Беларусь пережила с меньшими потерями и более значительными достижениями, нежели большинство государств СНГ, сохранив костяк ВПК и все созданные прежде конструкторские бюро и научно-исследовательские институты. Спрос заимели высокотехнологичное оружие и технологии. Прежде всего, это средства радиолокации и радиоэлектронной борьбы. В то же время весомую долю в белорусском экспорте получили автоматизированные системы управления различными видами оружия и войск, средства ПВО, комплектующие к военной техники и боеприпасы.
К концу 2010-х годов среди ключевых покупателей Беларуси числились Казахстан, Китай, Лаос, Индонезия, Бангладеш, Индия, ОАЭ и Уганда. Крупные партии осуществлялись в Болгарию, Азербайджан, Судан, Мьянму, Сербию, Словакию, Анголу, Нигерию и Вьетнам. Однако основным покупателем стала Россия.
Один из главных факторов успеха Беларуси на рынке вооружений было отсутствие предъявления политических условий заказчикам, что являлось безусловным преимуществом перед российскими и американскими конкурентами.

### Рейтинги и доходы
По подсчётам Исследовательской службы конгресса США, только за 1998—2001 гг. республика продала оружия на 1 млрд долларов и заняла тогда по этому показателю 11-е место в мире. В 1996 году Беларусь и вовсе находилась на 10-м месте.
Согласно данным Госвоенпромкома, с 2004 по 2018 г. показатели внешних продаж увеличились в 7 раз (с 143,8 млн долларов США до 1 млрд. 49 млн.). На тот момент более 70 % продукции белорусской оборонки уходило на внешний рынок.
По данным Стокгольмского международного института исследования проблем мира (SIPRI), за 2004—2011 годы Беларусь ежегодно экспортировала вооружений на сумму более 550 млн долларов, за 2012—2020 годы — на 625 млн долларов. По результатам 2016—2020 годов, согласно этому же источнику, страна заняла 19 место в списке мировых экспортёров оружия с объёмом поставок 0,3 % от мирового. В сравнении с уровнем 2011−2015 годов, когда Беларусь занимала 18-ю позицию в рейтинге, он снизился на 34 %. В 2016 году экспорт продукции военного назначения осуществлялся в 60 стран, в 2017 — в 69 стран, а в 2018 году — в 76 стран мира, что составляет 110 % по отношению к 2017 году.
В начале 2020-х годов положение государства на рынке вооружений несколько пошатнулось, что было связано с санкциями западных государств и пандемией COVID-19. В 2020 году, согласно Госвоенпромкому, поставки военной продукции произведены в 55 государств. В 2021-м Беларусь смогла увеличить экспорт на 128,5 %, осуществив продажи в 65 стран мира. В рейтинге SIPRI за 2020-й республика заняла 23-ю позицию, тогда как в следующем году смогла подняться до 17-й.
Согласно рейтингу SIPRI за 2019—2023 годы, государство оказалось на 23 позиции. Доля Беларуси на мировом рынке оружия за этот период сократилась с 0,4% до 0,2%. В объёмах поставок она потеряла 34%. Крупнейшими покупателями белорусского оружия эксперты SIPRI назвали Вьетнам (30% ), Сербию (22%) и Уганду (17%). В 2023 году, по официальной информации, государство продало военной продукции более чем на 1 млрд долларов, тем самым увеличив за 5 лет показатели в два раза. Госвоенпромком заявил, что взаимодействует с 52 странами, включая 32 на законодательном уровне. Среди них — Австралия, Филиппины, Индонезия, Малайзия.

### «Горячие точки»
Практически сразу с началом белорусского экспорта вооружения начали попадать в зоны боевых действий. Среди самых известных и крупных случаев можно выделить:
- применения военной техники из Беларуси суданской армией в ходе второй гражданской войны и Дарфурского конфликта[22];
- поставки ракет «Катюша», 120-миллиметровых миномётов, противотанковых ракет и мин для группировок в Палестине в первой половине 2000-х[23];
- поставки в 2008-м оружия через Венесуэлу повстанцам в зоне Колумбийского конфликта[22];
- поставки в годы Ливийского кризиса для сторонников Муаммара Каддафи и Халифа Хафтара (в частности, для последнего в 2013—2014 гг. продано более 3 000 тонн боеприпасов[24]);
- поставки для армии Башара Асада в период гражданской войны в Сирии[25][26].

За 1993—2021 гг. военная техника и вооружения из Беларуси также замечены в ходе конфликтов в Алжире, Республике Конго, ДРК, Анголе, Эфиопии, Кот-д’Ивуаре, Карабахе, Таджикистане, Непале, Сьерра-Леоне, Нигерии и Йемене.

### Теневые сделки
США неоднократно обвиняли правительство Республики Беларусь в поставках вооружений странам, которые они подозревали в сотрудничестве с террористами. Порой среди получателей оказываются различные группировки, в том числе Революционные вооружённые силы Колумбии, Хезболла и палестинские движения. Фиксировались нарушения страной оружейного эмбарго ООН, например, на поставки вооружений в Судан. Одним из главных подозреваемых, причастных к теневых сделкам, называется бывший глава Совета безопасности Виктор Шейман.
В сфере военных услуг и торговли оружием Республика Беларусь порой действует в кооперации с другими государствами. Так, например, по африканскому направлению страна сотрудничает с Францией. Интерес французской стороны заключается в поддержании лояльных режимов и порядка в бывших колониях (см. неоколониализм), а белорусской — заработке с военных услуг и сдерживании ужесточения санкций ЕС. Беларусь действует там, где для Франции либо нужна дополнительная помощь, либо необходимо прикрытие теневой работы французов работой белорусов, чтобы не нанести урон имиджу первых. Предположительно последнее происходило во время гражданской войны в Кот-д’Ивуаре 2002—2007 годов. Западные державы также ослабляли экономическое давление в отношении республики в ходе
ливийских событий 2014—2020 годов. Так, например, за поставки оружия армии Хафтара были сняты санкции с компании «Белтехэкспорт» и её тогдашнего директора Александра Пефтиева.
Схожая схема работы налажена и с Россией, которая использует страну в качестве посредника по предоставлению военных услуг и товаров в отдельных «горячих точках». Имело место участие Беларуси в оружейной контрабанде вместе с Болгарией, ОАЭ и США для сирийских повстанцев (см. Timber Sycamore).
Президент Республики Беларусь Александр Лукашенко, в ответ на одно из обвинений в незаконных поставках оружия, заявил, что страна легально продаёт вооружение, но её покупатели затем перепродают его. Так, например, в январе 2022 года из опубликованного доклада ООН о нарушениях международного эмбарго в отношении Йемена за период 2020—2021 гг. стало известно, что ВМС США перехватили груз с оптическими прицелами белорусского производства. Данная продукция была официально продана Минском Вооружённым силам Ирана, которые затем попытались передать покупку дружественному себе движению «Ансар Аллах».

## Вооружение
В 1993—2021 гг. Республика Беларусь продавала танки Т-55, Т-72 и Т-80, бронетранспортёры БТР-70 (в том числе БТР-70МБ1 и Кобра-К) и БТР-80, боевые машины пехоты БМП-1 и БМП-2, бронированные автомобили БРДМ-2 и «Кайман», артсистемы 9К55 «Град-1», БМ-21 «Град», В-200 «Полонез», 9К57 «Ураган», САУ 2С1 «Гвоздика» и 2С7 «Пион», миномёты 2С12 «Сани», гаубицы Д-30, комплексы ПВО С-125 (в том числе «Печора-2М»), «Бук», «Тор», «Куб» (в том числе «Квадрат-М»), 2К22 «Тунгуска», Т38 «Стилет», ЗСУ-23-4 «Шилка», вертолёты Ми-8, Ми-24, Ми-35, самолёты Су-22, Су-24, Су-25, МиГ-23 и МиГ-29. Среди прочего числились радиокомплексы «Роса-РБ», «Восток» и «Гроза», ПТРК «Шершень», «Скиф», «Фагот», «Метис», ПЗРК «Стрела» и различное стрелковое оружие (в том числе автоматы VSK-100).
В приведённых ниже таблицах использованы данные Стокгольмского института исследований проблем мира (SIPRI), реестра ООН по торговле обычными вооружениями, информационной платформы «Бусел», различных новостных и информационных ресурсов. В списках не указаны поставки в Туркменистан РСЗО БМ-21А «БелГрад», поскольку ни в одном источнике не указан год или примерное время этих продаж. Сюда же не внесён поток танковозов и грузовиков Минского завода колёсных тягачей (МЗКТ) для России и Украины.
Здесь могут быть не включены и другие продажи.

### 1990-е
| Год                    | Страна                                                         | Продукция | Примечания                                |
| ---------------------- | -------------------------------------------------------------- | --- | ----------------------------------------- |
| 1993                   | Ангола                                                         | 21 ед. БМП-1 | продано через болгарскую компанию         |
| 1994                   | Таджикистан                                                    | неизвестное количество боевых машин пехоты и автоматов | [ 37 ]                                    |
| 1995                   | Сьерра-Леоне                                                   | 2 ед. Ми-24 | продано при посредничестве Великобритании |
| 1996                   | Перу · Венгрия · Судан                                         | - 150 ед. Т-72 и 8 ед. МиГ-29 - 100 ед. Т-72 - 9 ед. Т-55 и 6 ед. Ми-24В                                                                                              | [ 5 ] [ 38 ]                              |
| 1997                   | Папуа — Новая Гвинея · Сьерра-Леоне · Республика Конго · Алжир | - 2 ед. Ми-24П - 2 ед. Ми-24Б - 6 ед. БМ-21 - 2 ед. Су-24МПК | [ 38 ]                                    |
| 1998                   | Ангола · Эфиопия · Демократическая Республика Конго · Уганда   | - 28 ед. БМП-2 - 40 ед. Т-55, 2 ед. Ми-24П, 2 ед. Ми-24В - 2 ед. БМ-21 - 4 ед. Ми-24В                                                                                 | [ 38 ]                                    |
| 1999                   | Алжир · Ангола · Марокко                                       | - 16 ед. МиГ-29 - 62 ед. Т-55М, 22 ед. Т-72М, 62 ед. БМП-2, 24 ед. БМ-21, 12 ед. 2С7 «Пион», 12 ед. Д-30, 14 ед. МиГ-23 МЛД, МиГ-23УБ, Су-22M, Су-22УК - 30 ед. Т-72Б | [ 38 ]                                    |
| вторая половина 1990-х | Перу · Ирак                                                    | - неизвестно | [ 5 ] [ 37 ] [ 39 ]                       |

### 2000-е
| Год                    | Страна                                                     | Продукция | Примечания                                                                                      |
| ---------------------- | ---------------------------------------------------------- | --- | ----------------------------------------------------------------------------------------------- |
| 2000                   | Уганда · Алжир · Ангола · Марокко · Йемен · Иран · Эфиопия | - 10 ед. Т-55М - 6 ед. МиГ-29УБ и 5 ед. МиГ-29 - 1 ед. Су-24МК - 58 ед. Т-72Б (С) и 12 ед. Т-72БК (СК) - 27 ед. Т-72Б - 12 ед. Т-72М1 - 2 ед. Ми-24П                                | [ 38 ]                                                                                          |
| 2001                   | Судан · Алжир · Иран · ОАЭ                                 | - 20 ед. Т-55М - 2 ед. МиГ-29 - 14 ед. Т-72М1 - 1 ед. БТР-80 | [ 38 ]                                                                                          |
| 2002                   | Судан · Алжир · Иран · Кот-д’Ивуар                         | - 8 ед. Д-30 и 6 ед. 9К55 «Град-1» - 2 ед. МиГ-29 - 15 ед. Т-72М1 - 2 ед. Ми-24В, 10 ед. 2С12 «Сани», 12 ед. БМП-1                                                                  | [ 38 ]                                                                                          |
| 2003                   | Судан · Кот-д’Ивуар · Непал                                | - 9 ед. БМП-2, 39 ед. БРДМ-2, 16 ед. Д-30, 10 ед. 2С1 «Гвоздика», 4 ед. «Град-1», 2 ед. БМ-21 - 2 ед. Су-25УБ, 6 ед. БМ-21, 6 ед. БТР-80, 13 ед. БРДМ-2, 1 ед. БМП-1 - 2 ед. Ми-8МТ | в Непал продано при посредничестве Великобритании                                               |
| 2004                   | Судан · Кот-д’Ивуар                                        | - 21 ед. БРДМ-2, ед. 7 БТР-80, 10 ед. БТР-70, 1 ед. БМП-1 - 2 ед. Су-25 | [ 38 ]                                                                                          |
| 2005                   | Азербайджан · Джибути                                      | - 19 ед. Т-72 - 2 ед. Ми-24 | [ 38 ]                                                                                          |
| 2006                   | Азербайджан                                                | 41 ед. Т-72 | [ 38 ]                                                                                          |
| 2007                   | Судан · Эритрея · Армения                                  | - 2 ед. Кобра К2К - 9 ед. 9К57 «Ураган» - 10 ед. Д-30 | [ 38 ]                                                                                          |
| 2008                   | Судан · Азербайджан · Сирия                                | - 11 ед. Су-25 - 3 ед. 2С7 «Пион» - 23 ед. МиГ-23 | [ 38 ]                                                                                          |
| 2009                   | Судан · Уганда · Азербайджан                               | - 3 ед. Су-25 - 23 ед. Т-55 - 5 ед. Су-25 и 9 ед. 2С7 «Пион» | [ 38 ]                                                                                          |
| первая половина 2000-х | Палестина                                                  | неизвестное количество 2С12 «Сани» | [ 23 ]                                                                                          |
| 2002—2012              | Азербайджан                                                | 112 ед. Т-72, 60 ед. БТР-70, 90 ед. Д-30, 5 ед. Су-25 | не включая 19 и 41 ед. Т-72 за 2005 и 2006, 30 ед. Д-30 за 2010, 5 и 1 ед. Су-25 за 2009 и 2010 |
| 2005—2007              | Эритрея                                                    | 70 ед. ЗРК «Печора» и 2 ед. ЗРК «Нева» | [ 36 ]                                                                                          |
| 2006—2010              | Венесуэла                                                  | неопределённое число ЗРК «Печора-2М» и «Тор» | [ 41 ]                                                                                          |

### 2010-е
| Год                          | Страна                                                   | Продукция | Примечания                                                                                                  |
| ---------------------------- | -------------------------------------------------------- | --- | --- |
| 2010                         | Судан · Уганда · Азербайджан · Нигерия                   | - 1 ед. Су-25 - 1 ед. Ми-24 - 66 ед. Т-80БВ - 1 ед. Су-25, 30 ед. Д-30, некоторое число ПТРК «Скиф» - 2 ед. Ми-24 | [ 38 ] [ 42 ]                                                                                               |
| 2011                         | Ливия                                                    | нет данных | [ 43 ] |
| 2012                         | нет данных                                               | нет данных | — |
| 2013                         | Судан                                                    | неизвестное количество Су-25 и Су-24 | [ 44 ] |
| 2014                         | Азербайджан                                              | 2 ед. Т38 «Стилет» | [ 45 ] |
| 2015                         | Нигерия · Болгария                                       | - неизвестное количество ПТРК «Шершень» - 250 ед. ПТРК «Фагот», 1050 ед. винтовок и карабинов | [ 33 ] [ 46 ]                                                                                               |
| 2016                         | Мьянма · Ангола · Словакия · Иран                        | - неизвестное количество «Квадрат-М» - 1 ед. МЗКТ-742960+820400 - 18 ед. БТР-70, 13 ед. БМП-1, 3 ед. БМП-2К, 1 ед. БМП-2 и 751 ед. винтовок - стрелковое оружие и радары «Восток» | [ 25 ] [ 47 ]                                                                                               |
| 2017                         | Словакия · Азербайджан                                   | - 13 ед. БТР-70 и 51 ед. винтовок - 26 ед. 2С5 «Гиацинт-Б» | [ 25 ] [ 48 ]                                                                                               |
| 2018                         | Азербайджан · Кот-д’Ивуар · Судан · Болгария · Казахстан | - ок. 10 ед. В-200 «Полонез», некоторое число «Гроза-С» и «Гроза-6» - 8 ед. БРДМ «Кайман» - неизвестное количество БТР-70МБ1 - 200 ед. ПТРК 9П151 «Метис» и 30 ед. 9П135, гладкоствольное оружие калибра 20 мм и прочие оружие калибра более 12,7 мм - неизвестное количество РЛК «Роса-РБ» | [ 25 ] [ 49 ] [ 50 ] [ 51 ]                                                                                 |
| 2019                         | Афганистан · Иордания · Сербия                           | - 2 ед. Ми-35 - 2-3 ед. ЗСУ-23-4 «Шилка» - 4 ед. МиГ-29 | поставки в Афганистан осуществлены при посредничестве Индии; Сербии МиГ-29 переданы на безвозмездной основе |
| 2010-е                       | Сирия                                                    | неназванные комплексы ПВО, стрелковое и артиллерийское оружие | [ 25 ] |
| конец 2010-х и начало 2020-х | Кот-д’Ивуар · Судан · Сирия · ОАЭ                        | - неизвестное количество комплексов «Гроза-С» и «Гроза-6» | [ 52 ] [ 53 ] [ 54 ] [ 55 ] [ 56 ] [ 57 ]                                                                   |

### 2020-е
| Год  | Страна               | Продукция                                              | Примечания    |
| ---- | -------------------- | ------------------------------------------------------ | ------------- |
| 2020 | Ливия                | неизвестное количество Ми-24 и Миг-29                  | [ 58 ]        |
| 2021 | Пакистан · Индонезия | - 406 ед. VSK-100 - неизвестное количество VSK-100-223 | [ 59 ] [ 60 ] |

## Другая продукция
В Украину были налажены поставки двигателей и ремонтных комплектов для бронетехники, аккумуляторных батарей для танков и БМП, шасси от МЗКТ для украинских артиллерийских и ракетных систем. Одновременно белорусские предприятия продавали комплектующие и элементы вооружений для 255 предприятий оборонно-промышленного комплекса России. Доля поставок военной продукции из Беларуси в РФ на 2017 год составила около 15 %. Так, в 2008 году Россией приобретены 15 ракет «воздух-воздух» Р27-Р для Су-27 и МиГ-29. В то же время на рубеже 2000-х и 2010-х организованы поставки боеприпасов в Кот-д’Ивуар.
В 2016—2019 гг. зафиксированы поставки в Болгарию (в 2018 — пусковые установки и принадлежности к ним; боеприпасы и взрывные устройства и специально разработанные для них компоненты на сумму 3,153 млн евро; бомбы, торпеды, ракеты, другие взрывные устройства и заряды, а также оборудование и аксессуары к ним и специально разработанные для них компоненты на сумму 7,863 млн евро), Анголу (в феврале 2019 — 12 беспилотников-мишеней «Беркут-БМ», пусковое устройство катапультного типа и наземный пункт управления на базе грузового автомобиля «Урал»), Иран (в 2016 году — прицелы ПГО-7В3, ранее ракеты 5В55КД к комплексу ПВО С-300), Сирию (боеприпасы к стрелковому и артиллерийскому оружию; в августе 2019 г. на сирийских МиГ-29 установлены белорусские бортовые комплексы обороны «Талисман»), Словакию (В 2016 — 1 ракету воздух-воздух Р-27ЕР и 1 ракету Р-27ЕТ, в 2018 — 2000 152-мм снарядов ВОФ546 и 3000152-мм снарядов ВОФ27), Сербию (ракеты Р-77).